# دانشگاه یالووا
دانشگاه یالووا (ترکی استانبولی: Yalova Üniversitesi) دانشگاهی در استان یالووا ترکیه است. دانشگاه یالووا (UYA) تحت قانون شماره ۵۷۶۵ در ۲۲ می ۲۰۰۸ تأسیس شد و پروفسور دکتر M.Niyazi Eruslu به عنوان اولین رئیس دانشگاه منصوب شد.